# Söräng en Norrbo
Söräng en Norrbo (Zweeds: Sörang och Norrbo) is een småort in de gemeente Bollnäs in het landschap Hälsingland en de provincie Gävleborgs län in Zweden. Het småort heeft 58 inwoners (2005) en een oppervlakte van 23 hectare. Eigenlijk bestaat het småort uit twee plaatsjes: Sörang en Norrbo.